# 올림포스의 별
《올림포스의 별》은 2021년 9월 2일부터 2022년 2월 25일까지 EBS에서 방영한 어린이 드라마 작품이다.
총 52부작으로 제작되었으며 고전 신화(그리스 로마 신화)를 주제로 하고 있다. 제우스의 선택을 받아 '올림포스의 별'이 된 초등학생 이하늘이 그리스 로마 신화 속 공간으로 이동하여 사건 사고를 해결한다는 내용을 담고 있다.

## 등장인물

### 올림포스 12신
- 제우스 (전민준 분) - 신들의 왕이자 세상을 지배하는 하늘의 신
- 헤라 (송나연 분) - 신들의 여왕이자 제우스의 아내, 질투심이 강한 결혼의 여신
- 포세이돈 (배우 미상) - 바다의 모든 생명을 지배하는 신
- 데메테르 (배우 미상) - 사계절을 관장하는 땅의 여신, 인간 세계에 곡물과 농사법 전파
- 아프로디테 (정민희 분) - 거품에서 태어난 사랑과 미의 여신
- 아테나 (정찬비 분) - 지혜와 전쟁의 여신, 지혜로운 전략으로 전쟁을 막고 평화를 지킴
- 헤파이스토스 (김필수 분) - 불을 다스리는 대장장이 신, 못 만드는 게 없는 최고의 발명가
- 아르테미스 (박소현 분) - 활 솜씨가 뛰어난 사냥과 달의 여신, 아폴론의 쌍둥이 누이
- 아폴론 (이경욱 분) - 태양의 신, 시·음악·의술을 관장하는 예술가·예언가
- 아레스 (윤지환 분) - 투구와 갑옷으로 무장한 전쟁의 신, 전쟁을 일으키기를 좋아하는 파괴왕
- 헤르메스 (정성영 분) - 전령의 신, 제우스의 뜻을 인간 세계에 전달하는 심부름꾼
- 디오니소스 (유승엽 분) - 포도주의 신, 인간 세계에 포도주 제조법을 전파하고 축제를 즐김

### 하늘이네 가족
- 이하늘 (신현호 분) - 초등학교 3학년 남자 어린이
- 이해라 (박소현 분) - 중학교 1학년, 이하늘의 누나
- 엄마 (송나영 분)
- 아빠 (이도경 분)

### 기타 인물
- 지혜 (이소민 분)
- 태양 (조이안 분)

※ 배역 미상 출연 배우: 이준일, 박지은, 남대정, 황세인

## 에피소드 목록
- 제1회 탄생! 올림포스의 별 (2021년 9월 2일)
- 제2회 용기! 모든 일의 시작 (2021년 9월 3일)
- 제3회 위험한 예고 (2021년 9월 9일)
- 제4회 공평한 방법 (2021년 9월 10일)
- 제5회 돌이킬 수 없는 실수 (2021년 9월 16일)
- 제6회 질투는 나의 힘 (2021년 9월 17일)
- 제7회 특별한 재주 (2021년 9월 23일)
- 제8회 남매는 용감했다 (2021년 9월 24일)
- 제9회 사과는 진심을 담아 (2021년 9월 30일)
- 제10회 맹세는 지키는 거야 (2021년 10월 1일)
- 제11회 우리는 가족입니다 (2021년 10월 7일)
- 제12회 하나가 되어 (2021년 10월 8일)
- 제13회 끝까지 지키는 거야 (2021년 10월 14일)
- 제14회 판도라의 상자 (2021년 10월 15일)
- 제15회 판도라의 호기심 (2021년 10월 21일)
- 제16회 제우스의 심판 (2021년 10월 22일)
- 제17회 사계절이 생긴 이유 (2021년 10월 28일)
- 제18회 특별한 선물 (2021년 10월 29일)
- 제19회 어리다고 무시하지 말아요 (2021년 11월 4일)
- 제20회 거짓말이 불러온 대참사 (2021년 11월 5일)
- 제21회 고생 끝에 낙이 온다 (2021년 11월 11일)
- 제22회 무모한 도전 (2021년 11월 12일)
- 제23회 겸손이 필요해 (2021년 11월 18일)
- 제24회 알파벳의 시작 (2021년 11월 19일)
- 제25회 함께 가는 길 (2021년 11월 25일)
- 제26회 억울한 벌 (2021년 11월 26일)
- 제27회 저주의 목걸이 (2021년 12월 2일)
- 제28회 되돌아오는 소문 (2021년 12월 3일)
- 제29회 나무를 함부로 베지 마세요 (2021년 12월 9일)
- 제30회 나만 너무 사랑한 죄 (2021년 12월 10일)
- 제31회 끝까지 듣는 거야 (2021년 12월 16일)
- 제32회 어리석은 욕심 (2021년 12월 17일)
- 제33회 생각은 다를 수 있어 (2021년 12월 23일)
- 제34회 특별한 손님 (2021년 12월 24일)
- 제35회 생각을 바꿔봐 (2021년 12월 30일)
- 제36회 의심은 불행의 씨앗 (2021년 12월 31일)
- 제37회 프시케의 시련 (2022년 1월 6일)
- 제38회 간절히 바라면 이루어진다 (2022년 1월 7일)
- 제39회 아르테미스의 첫 사랑 (2022년 1월 13일)
- 제40회 시련이 영웅을 만든다 (2022년 1월 14일)
- 제41회 불가능이란 없다 (2022년 1월 20일)
- 제42회 메두사의 비밀 (2022년 1월 21일)
- 제43회 자랑이 지나치면 생기는 일 (2022년 1월 27일)
- 제44회 죄와 벌 (2022년 1월 28일)
- 제45회 은하수에 얽힌 사연 (2022년 2월 3일)
- 제46회 영웅의 조건 (2022년 2월 4일)
- 제47회 백 마디 말보다 믿음 (2022년 2월 10일)
- 제48회 포기하지 않을 거야 (2022년 2월 11일)
- 제49회 전쟁과 화해 (2022년 2월 17일)
- 제50회 지나친 경쟁은 금물 (2022년 2월 18일)
- 제51회 중립을 지킨다는 것 (2022년 2월 24일)
- 제52회 할 수 있어 (2022년 2월 25일)

## 제작진
- 책임프로듀서: 정영홍
- 극본: 이성심
- 보조작가: 이현경
- 자문: 김헌
- 카메라: 이재명, 김기덕, 최민웅, 서진석
- 조명: 조승동, 이상철, 임동완, 장규성, 이종훈
- 편집: 서재주
- NLE 편집: 김진영 (키네티코)
- 배경: 임수아, 시승현
- 동시녹음: 이현권 (사운드코리아)
- 작곡: 이유희
- 음악: 오현경
- 음향효과, 믹싱: 황준영
- 세트 디자인: 박종문
- 세트: 더 스테이지
- 소품: 서상석
- 의상, 분장, 코디: 제이인씨
- 소품 제작: 수작
- 진행: 조태섭
- 조연출: 오이슬
- 연출: 이상헌

## 같이 보기
- 올림포스 가디언